# Wirsberg

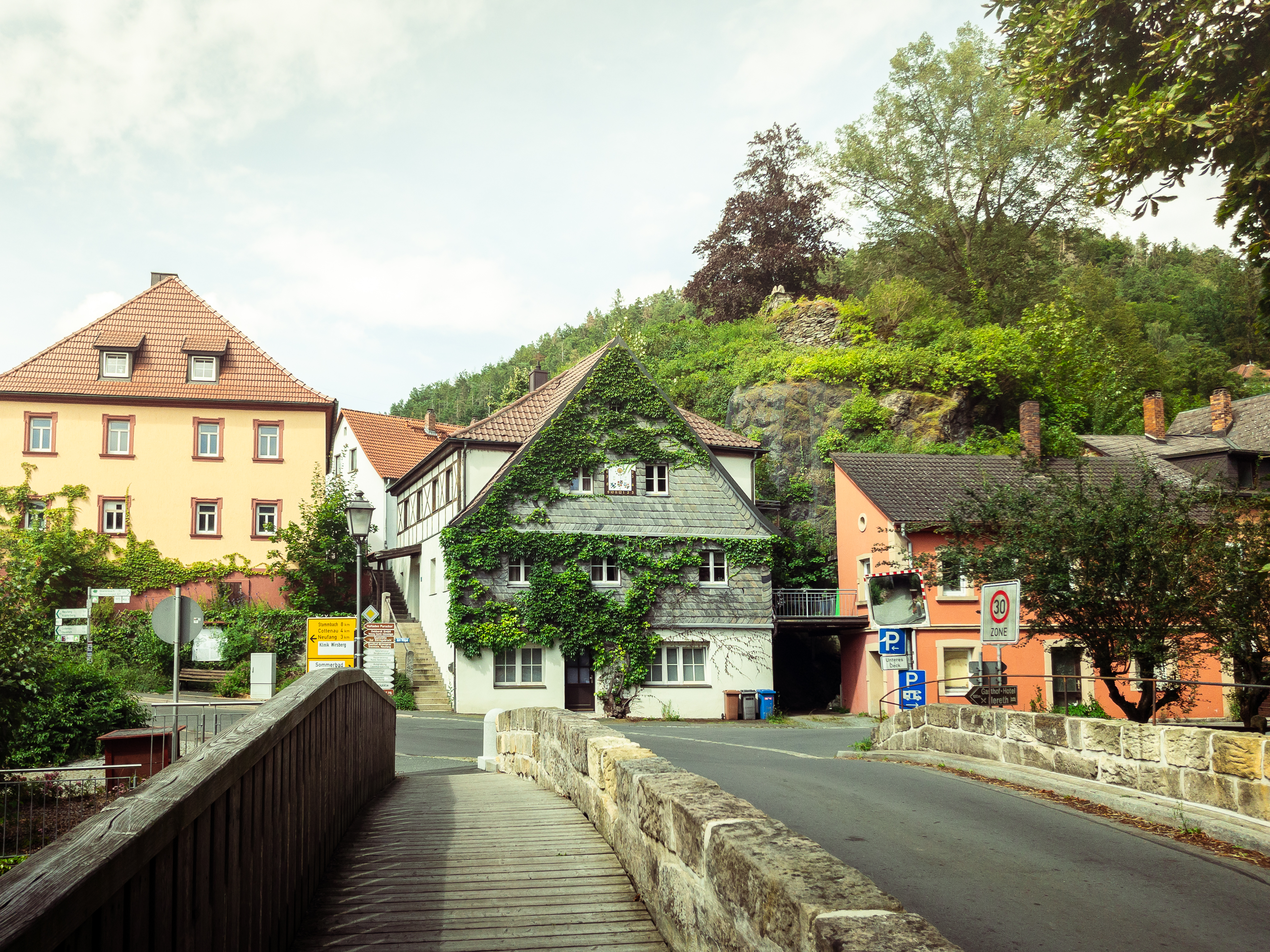
Blick über Die Wernersbruck

Wirsberg (oberfränkisch: Werschbärch) ist ein Markt im oberfränkischen Landkreis Kulmbach.

## Geografie

### Geografische Lage
Der überwiegend im engen Tal der Schorgast und deren Nebenfluss Koser gelegene Luftkurort liegt im Naturpark Frankenwald an der Bundesstraße 303, circa 20 Kilometer nördlich von Bayreuth.

### Gemeindegliederung
Es gibt zehn Gemeindeteile (in Klammern ist der Siedlungstyp angegeben):
- Adlerhütte (goldene) (Weiler)
- Birkenhof (Weiler)
- Cottenau (Kirchdorf)
- Einöde (Einöde)
- Neufang (Dorf)
- Osserich (Weiler)
- Schlackenmühle (Einöde)
- Sessenreuth (Dorf)
- Weißenbach (Dorf)
- Wirsberg (Hauptort)

Es gibt auf dem Gemeindegebiet die Gemarkungen Neufang und Wirsberg. Die Gemarkung Wirsberg hat eine Fläche von 7,016 km². Sie ist in 1428 Flurstücke aufgeteilt, die eine durchschnittliche Flurstücksfläche von 4913 m² haben. In ihr liegt neben dem namensgebenden Ort der Gemeindeteil Sessenreuth.

## Geschichte
Um 1231 wurden „Albert und Eberhard von Wirtesperc“ urkundlich erwähnt. Es ist die erste schriftliche Erwähnung des Ortes. Das Bestimmungswort des Ortsnamens ist wirt (mhd. für Gastwirt, Burgherr, Schutzherr). Der Ort war für das Geschlecht derer von Wirsberg namensgebend. Die Rabensteiner von Wirsberg hatten mehrere Burggüter inne. Die Burgruine Wirsberg erhebt sich heute noch auf einem Felsmassiv im Zentrum von Wirsberg. Die Markgrafen von Brandenburg-Bayreuth hatten die Landeshoheit seit dem 14. Jahrhundert inne. Das Markgraftum gehörte ab 1500 zum Fränkischen Reichskreis.
Gegen Ende des 18. Jahrhunderts bestand Wirsberg aus 116 Anwesen. Außerdem gab es eine Pfarrkirche, eine Totenkapelle, ein Pfarrhaus, ein Rathaus und ein Schulhaus. Das Hochgericht sowie die Dorf- und Gemeindeherrschaft übte das bayreuthische Vogteiamt Wirsberg aus. Grundherren waren
- das Vogteiamt Wirsberg: 1 Haus, 2 Wohnhäuser, 2 Wohnhäuslein, 1 Tropfhaus, 2 Tropfhäuslein;
- der Markgräfliche Lehenhof Bayreuth: 2 Güter;
- der Markt Wirsberg: 2 Mühlen, 102 Häuser.[11]

Als Teil des seit 1792 preußischen Fürstentums Bayreuth fiel Wirsberg im Frieden von Tilsit 1807 an Frankreich und wurde 1810 von Napoleon an Bayern verkauft. Von 1797 bis 1810 unterstand der Ort dem Justiz- und Kammeramt Kulmbach. Mit dem Gemeindeedikt wurde 1811 der Steuerdistrikt Wirsberg gebildet. Zu diesem gehörten Birkenhof, Cottenau, Einöde, Goldene Adlerhütte, Osserich, Schlackenmühle, Sessenreuth und Weißenbach. 1812 entstand der Steuerdistrikt Neufang, zu dem alle Orte außer Sessenreuth und Wirsberg gehörten. Zugleich wurde die Munizipalgemeinde Wirsberg gebildet, zu der Sessenreuth gehörte. Sie war in Verwaltung und Gerichtsbarkeit dem Landgericht Kulmbach zugeordnet und in der Finanzverwaltung dem Rentamt Kulmbach (1919 in Finanzamt Kulmbach umbenannt). Ab 1862 gehörte Wirsberg zum Bezirksamt Kulmbach (1939 in Landkreis Kulmbach umbenannt). Die Gerichtsbarkeit blieb beim Landgericht Kulmbach (1879 in Amtsgericht Kulmbach umbenannt). Die Gemeinde hatte 1964 eine Fläche von 6,845 km².

### Eingemeindungen
Im Zuge der Gebietsreform in Bayern wurde am 1. April 1971 die Gemeinde Neufang eingegliedert.

### Einwohnerentwicklung
Im Zeitraum 1988 bis 2018 wuchs der Markt von 1790 um 81 Einwohner bzw. um 4,5 % auf 1871 Einwohner. Am 31. Dezember 2001 hatte Wirsberg 2068 Einwohner.

#### Gemeinde Wirsberg
| Jahr      | 1818   | 1840   | 1852   | 1861   | 1867   | 1871   | 1875   | 1880   | 1885   | 1890   | 1895   | 1900   | 1905   | 1910   | 1919   | 1925   | 1933   | 1939   | 1946   | 1950   | 1961   | 1970   | 1987   | 2007   | 2010   | 2015   | 2021   |
| Einwohner | 743    | 886    | 828    | 832    | 861    | 861    | 837    | 842    | 837    | 814    | 759    | 768    | 820    | 866    | 949    | 925    | 1027   | 1064   | 1535   | 1524   | 1497   | 1599   | 1804   | 1986   | 1944   | 1842   | 1802   |
| Häuser    | 123    |        |        |        |        | 129    |        |        | 137    | 135    |        | 136    |        |        |        | 137    |        |        |        | 177    | 246    |        | 470    |        |        | 524    | 532    |
| Quelle    | [ 12 ] | [ 16 ] | [ 16 ] | [ 17 ] | [ 18 ] | [ 19 ] | [ 20 ] | [ 21 ] | [ 22 ] | [ 23 ] | [ 16 ] | [ 24 ] | [ 16 ] | [ 25 ] | [ 16 ] | [ 26 ] | [ 16 ] | [ 16 ] | [ 16 ] | [ 27 ] | [ 13 ] | [ 28 ] | [ 29 ] | [ 30 ] | [ 30 ] | [ 30 ] | [ 31 ] |

#### Ort Wirsberg
| Jahr      | 001809 | 001818 | 001861 | 001871 | 001885 | 001900 | 001925 | 001950 | 001961 | 001970 | 001987 |
| Einwohner | 586    | 654    | 735    | 774    | 766    | 698    | 871    | 1465   | 1456   | 1556   | 1414   |
| Häuser    |        | 109    |        |        | 124    | 123    | 127    | 167    | 235    |        | 357    |
| Quelle    | [ 32 ] | [ 12 ] | [ 17 ] | [ 19 ] | [ 22 ] | [ 24 ] | [ 26 ] | [ 27 ] | [ 13 ] | [ 28 ] | [ 29 ] |

## Politik

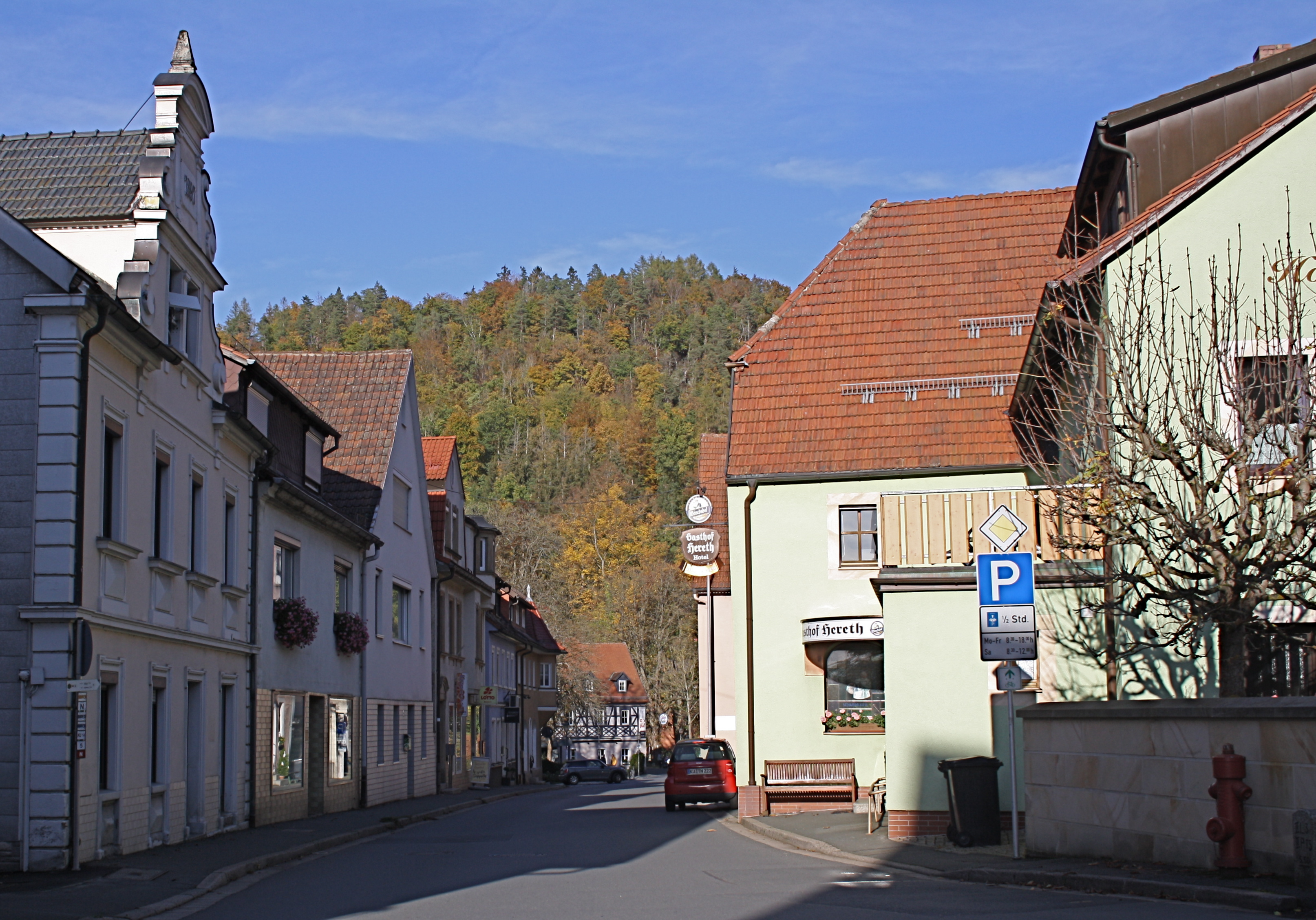
Hauptstraße in Wirsberg

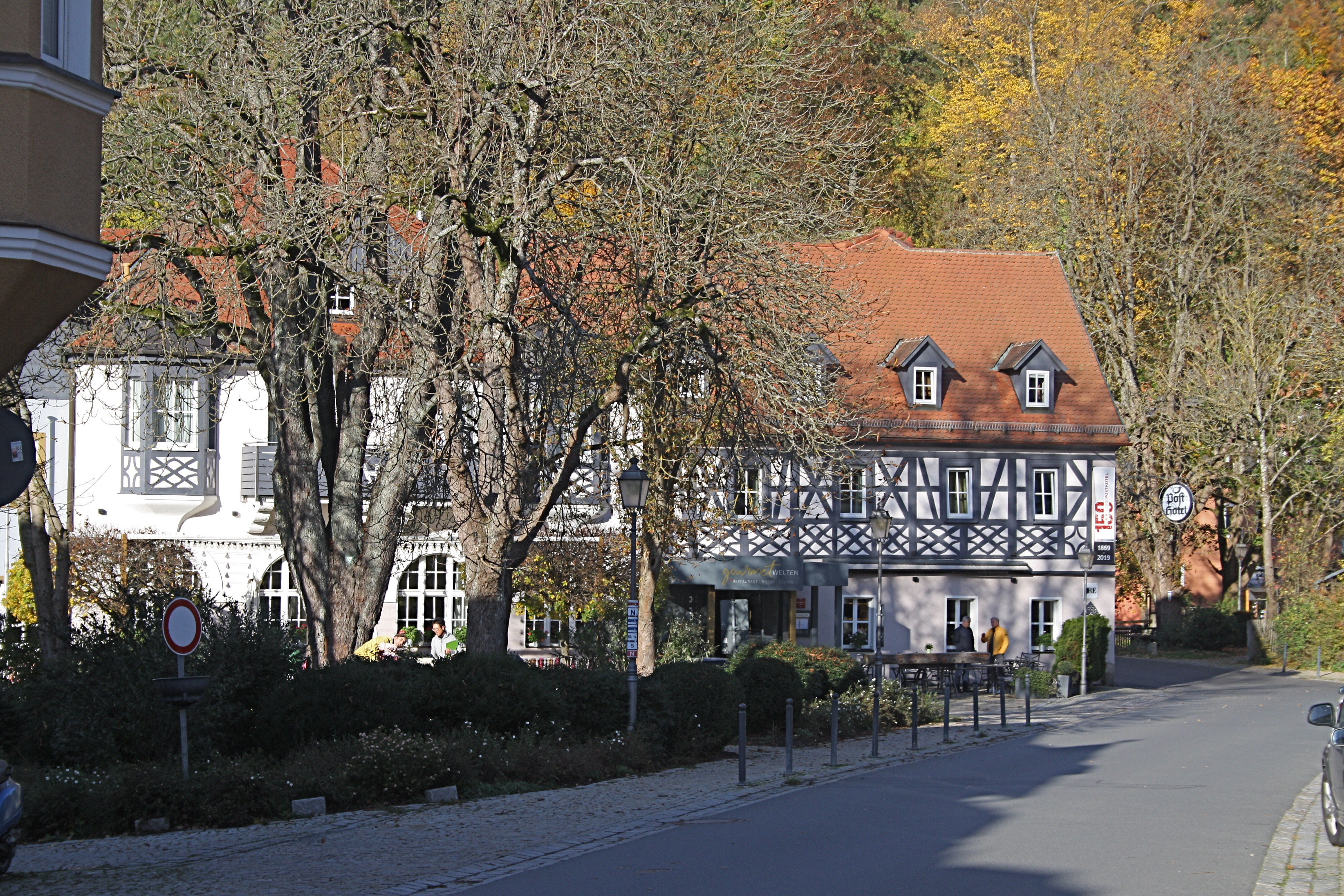
Marktplatz

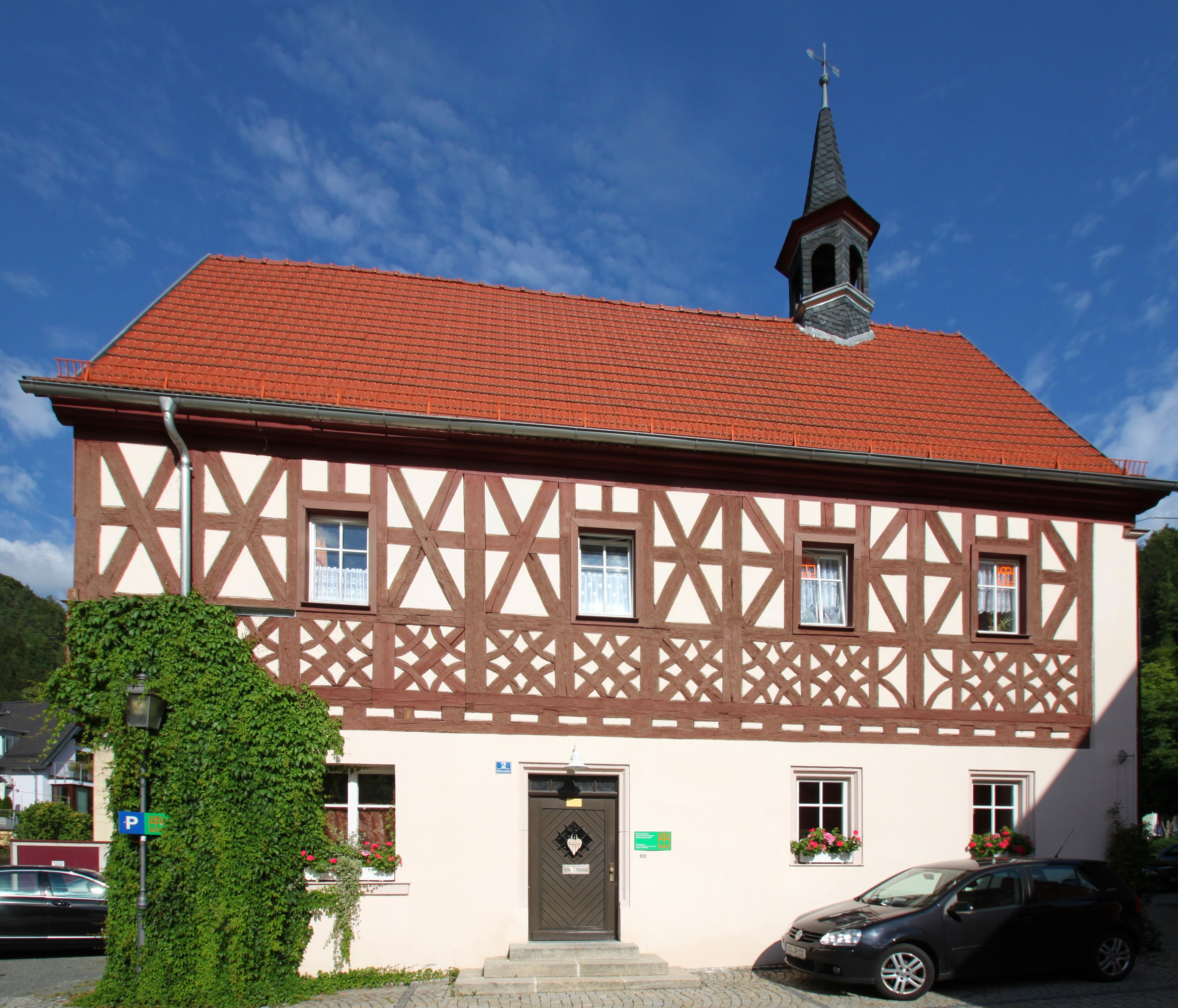
Altes Rathaus

### Marktgemeinderat
Der Marktgemeinderat hat 13 Mitglieder:
- SPD:    4 Sitze
- CSU:   3 Sitze
- PWV:    6 Sitze

(Stand: Kommunalwahl am 15. März 2020)

### Erste Bürgermeister
Erster Bürgermeister war ab 1978 Hermann Anselstetter (SPD). Bei den Kommunalwahlen 2020 unterlag dieser im ersten Wahlgang mit 43,3 % seinem Gegenkandidaten Jochen Trier von den Freien Wählern, der 56,7 % der Stimmen erhielt.

### Wappen und Flagge
Wappen
|                       | Blasonierung: „Geviert von Silber und Schwarz; 1 und 4: eine rote heraldische Rose, 2 und 3: der silberne Großbuchstabe W.“ |
| Seit 16. Jahrhundert. | |

Flagge
Die Gemeindeflagge ist rot-weiß.

### Gemeindepartnerschaften
Die Gemeinde unterhält eine kommunale Partnerschaft mit der Gemeinde Georgenberg im Oberpfälzer Wald.

## Kultur und Sehenswürdigkeiten

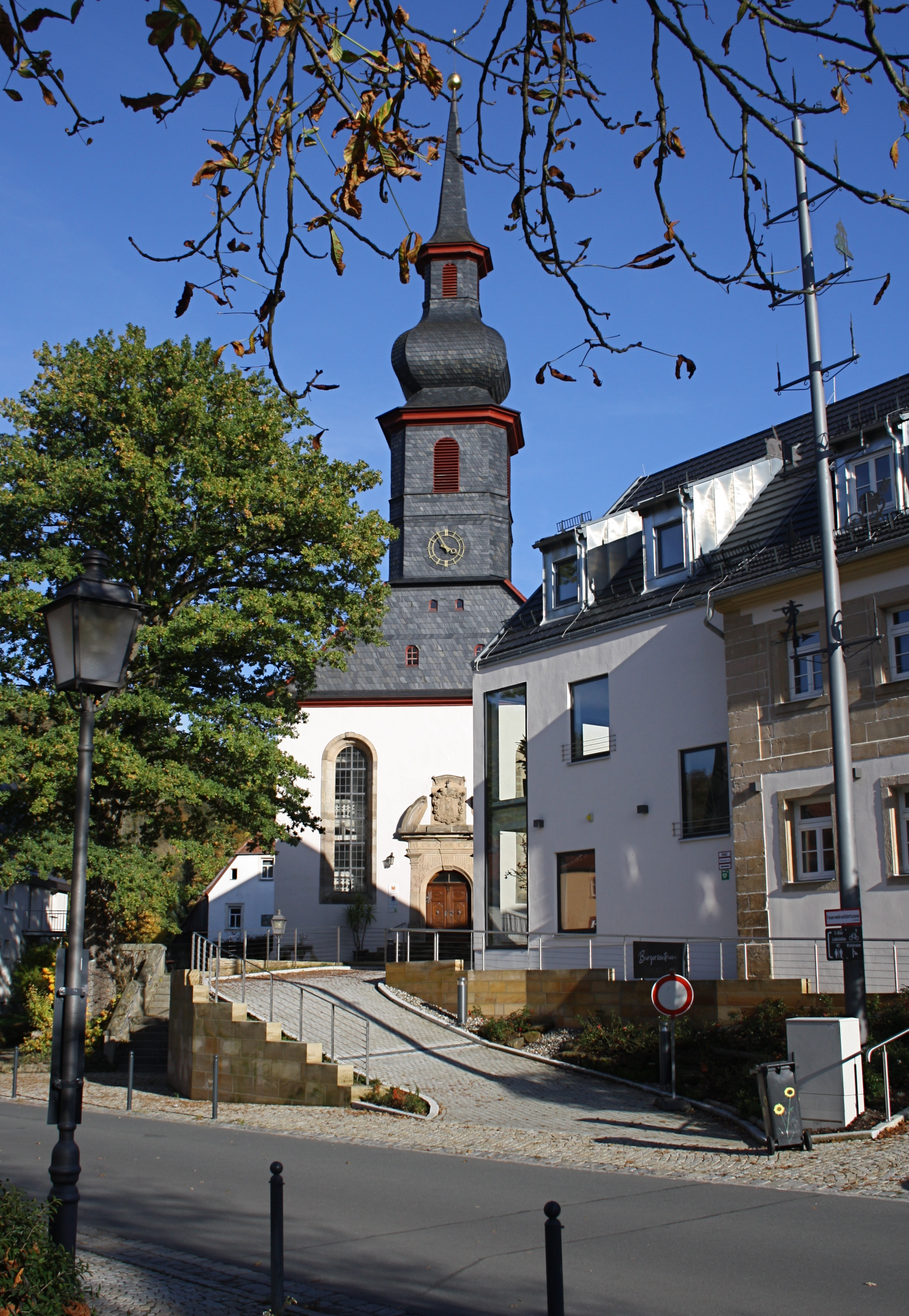
Pfarrkirche St. Johannis

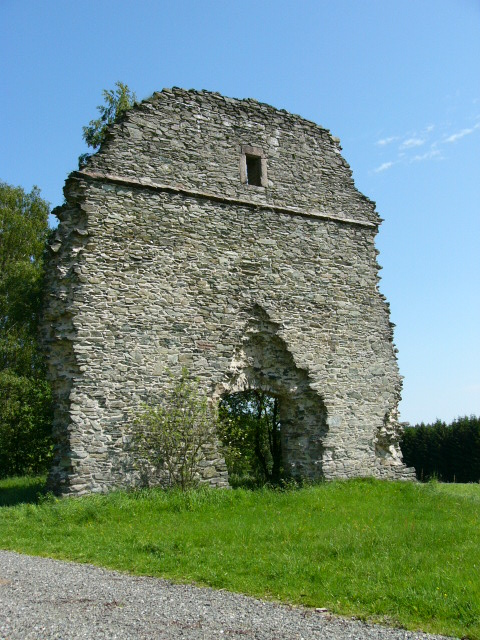
Ruine Heilingskirche

- Die Gemeinde ist Mitglied der Cittaslow, einer 1999 in Italien gegründeten Bewegung zur Entschleunigung und Erhöhung der Lebensqualität in Städten.
- Sehenswert ist die im Markgrafenstil errichtete Pfarrkirche St. Johannis mit einem Bild, das möglicherweise aus der Schule von Lucas Cranach stammt, sowie der in der Kirche befindliche Kanzelaltar von Wolfgang Adam Knoll.
- Ruine der Heilingskirche bei Neufang (auch Drei-Marien-Kirche). Die einstige Wallfahrtskirche verfiel nach der Reformation.
- Abgegangene Leonhardskirche

## Verkehr
Der Bahnhof Neuenmarkt-Wirsberg liegt in der Nachbargemeinde Neuenmarkt am Fuß der Steilstrecke Schiefe Ebene der Bahnstrecke Bamberg–Hof und der hier abzweigenden Strecke nach Bayreuth.
Wirsberg liegt am Radfernweg Euregio Egrensis und am Radfernweg Ostsee–Oberbayern (D11).
Die Bundesstraße 303 führt nach Ludwigschorgast (4 km nordwestlich) bzw. nach Himmelkron (4,5 km südlich). Die Staatsstraße 2183 führt nach Neuenmarkt (1,6 km südwestlich). Die Kreisstraße KU 1 führt über die Goldene Adlerhütte nach Cottenau (3,2 km nordöstlich) bzw. über Sessenreuth nach Marktschorgast (4,2 km östlich). Die Liste der Kreisstraßen im Landkreis Kulmbach#KU 20 führt über Neufang und Birkenhof nach Kupferberg zur Bundesstraße 289 (3,8 km nordwestlich).

## Persönlichkeiten

### Söhne und Töchter der Gemeinde
- Hans Steinlein (1911–1945), Geologe
- Otto Klötzer (1914–1976), Jurist und Politiker

### Mit der Gemeinde verbundene Persönlichkeiten
- Alexander Herrmann (* 1971), deutscher Koch, Moderator und Kochbuchautor, betreibt in Wirsberg ein bekanntes Hotel und mehrere Restaurants